# بلرایته
بلرایته (به آلمانی: Belrieth) یک شهر در آلمان است که در اشمالکالدن-ماینینگن واقع شده‌است. بلرایته ۳۷۶ نفر جمعیت دارد.